# 让特
让特（法語：Jeantes，法語發音：[ʒɑ̃t]）是法国上法蘭西大區埃纳省的一个市镇，属于韦尔万区。

## 地理
让特（49°48'14"N, 4°3'19"E）面积15.61 平方千米，位于法国上法蘭西大區埃纳省，该省份为法国北部内陆省份，北起北部省，西接索姆省和瓦兹省，东临阿登省和马恩省，西南至塞纳-马恩省，东北部与比利时接壤。
与让特接壤的市镇（或旧市镇、城区）包括：邦西尼、贝斯蒙、比西伊、科安、达尼朗贝西、朗杜济拉维尔、普洛米永。

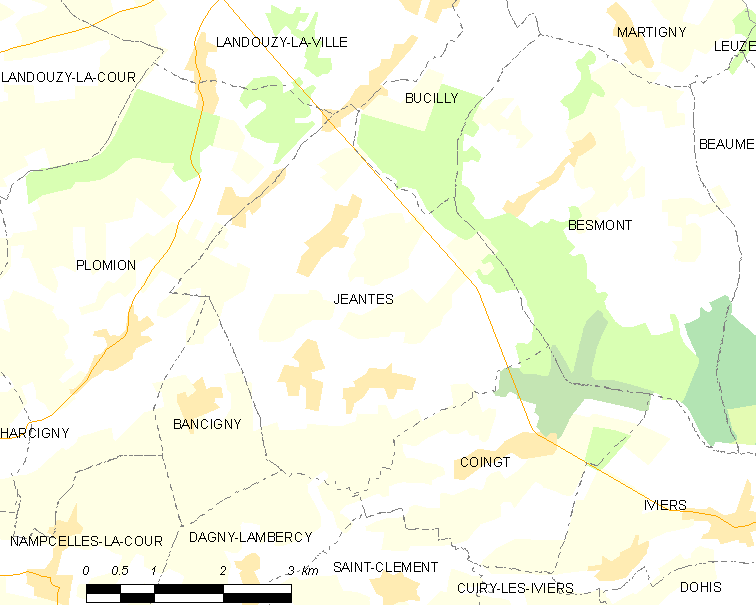
让特的OSM定位图

让特的时区为UTC+01:00、UTC+02:00（夏令时）。

## 行政
让特的邮政编码为02140，INSEE市镇编码为02391。

## 政治
让特所属的省级选区为伊尔松县。

## 人口

1962-2008年间让特人口变化图示

让特于2022年1月1日时的人口数量为224人。